# I Got It (Anna)
I Got It è un singolo della rapper italiana Anna, pubblicato il 19 gennaio 2024 come primo estratto dal primo album in studio Vera Baddie.

## Video musicale
Il video musicale, diretto da Jordiedotcom e girato a New York, è stato reso disponibile contestualmente all'uscita del brano attraverso il canale YouTube della rapper.

## Tracce
Testi di Anna Pepe, musiche di Francesco Turolla, Lorenzo Bassotti, Andrea Usai e Davide Maddalena.
1. I Got It – 2:22

## Classifiche
| Classifica (2024) | Posizione massima |
| ----------------- | ----------------- |
| Italia            | 48                |